# Zirc–Dudar-vasútvonal
A GYSEV 11a számú Zirc–Dudar-vasútvonal a Bakonytól északra található, jelenleg csak tehervonatok használják.

## Története
Dudartól Zircig a kitermelt szén elszállítására keskeny nyomközű vasútvonalat építettek, melyet 1944-ben adtak át. A vasútvonal kapacitása azonban kevésnek bizonyult, ezért elkezdték a normál nyomtávú vonal kiépítését, melyen 1947 telén megindult a közlekedés az akkor még 7,6 km hosszú vonalon. A következő években épült meg a dudari ikerakna, a vasútvonalat pedig meghosszabbították idáig, így 1955. augusztus 29-én mintegy 2 km-rel lett hosszabb a vonal. Ekkor épült Dudarbánya állomás is. A vonalon Kisesztergár (mai neve Kardosrét), Nagyesztergár és Dudar települések rendelkeztek megállóhelyekkel. Tervben volt egy Zirc–Bodajk-vasútvonal is, mely Bakonycsernyén át Balinkáig ért volna, itt csatlakozott volna a Bodajk–Mecsértelep-vasútvonalhoz. A vonalat végül nem építettek meg, de a szelvényszámozás úgy lett kialakítva Mecsértelep és Bodajk között, mintha a vonal Zircen kezdődne.
A rendszerváltás után sorra zártak be a bányák és fatelepek. A dudari bánya 1995-ben megszűnt, a vasútvonal személyforgalmat is megszüntették, majd a bányát 1999-ben elbontották a dudarbányai állomás szénosztályozójával együtt, a vonalat pedig hosszú évekig nem használták.
2012-ben bezárt[pontosabban?], azóta csak fát rakodnak az állomáson, az elszállítására pedig havonta néhány alkalommal közlekednek tehervonatok.